# Polityka zagraniczna Słowacji

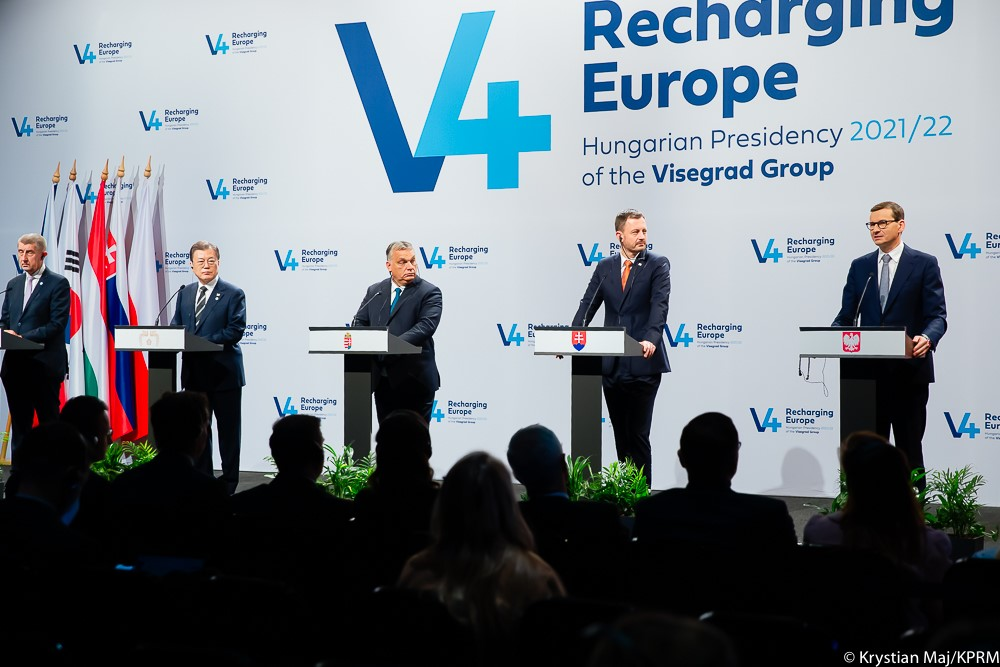
Premier Eduard Heger (drugi z prawej) podczas spotkania V4+Korea Południowa

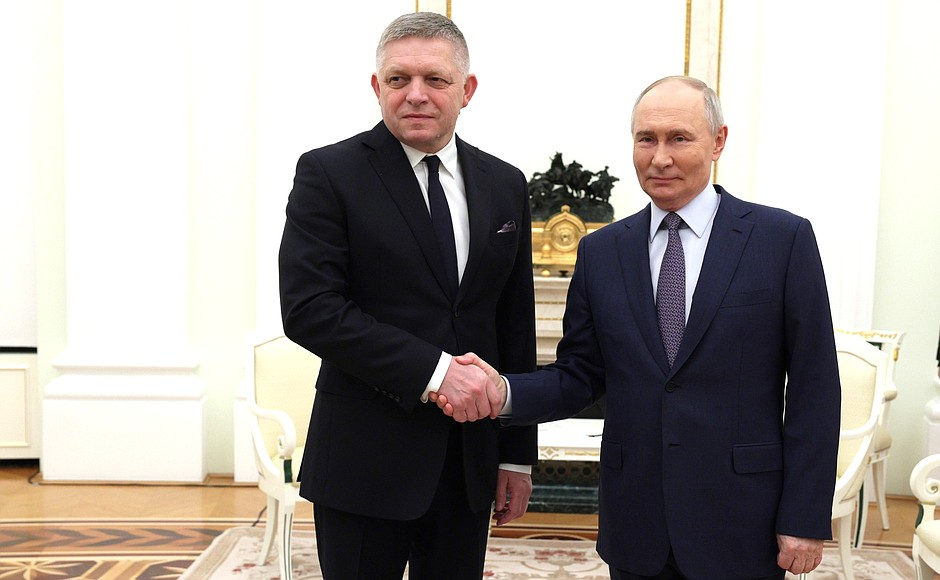
Premier Słowacji Robert Fico podczas wizyty w Moskwie, 2024

Polityka zagraniczna Słowacji obejmuje relacje dwustronne oraz członkostwo w organizacjach międzynarodowych (m.in. ONZ, Unia Europejska, NATO, OBWE, Rada Europy) i regionalnych formatach współpracy politycznej (m.in. Grupa Wyszehradzka, Trójkąt Sławkowski).
Polityką zagraniczną Słowacji prowadzi i realizuje rząd, a w szczególności Ministerstwo Spraw Zagranicznych i Europejskich. Do kompetencji prezydenta, oprócz funkcji reprezentacyjnych, należy ratyfikowanie umów międzynarodowych (przy czym w niektórych sytuacjach wymagana jest także zgoda parlamentu).
Polityka zagraniczna Słowacji jako kraju o ograniczonych wpływach politycznych, gospodarczych i militarnych oparta jest przede wszystkim na członkostwie w Unii Europejskiej i NATO oraz bliskich relacjach z państwami sąsiedzkimi. Ważnym czynnikiem wpływającym na politykę zagraniczną jest otwarty charakter gospodarki oparty na inwestycjach i eksporcie. Wśród rządowych założeń, wśród celów i kierunków polityki zagranicznej z lat 2020-2021 znajdują się między innymi:
- specjalny status stosunków z Czechami oraz ścisłe partnerstwo z Austrią, Polską i Węgrami
- współpracę w ramach formatu wyszheradzkiego, sławkowskiego i Trójmorza
- rozwój współpracy z USA (czego wyrazem jest amerykańsko-słowacka umowa o współpracy obronnej z 2022 roku[4])
- poparcie dla Partnerstwa Wschodniego i euroatlantyckiej orientacji Ukrainy
- poparcie wysiłków dla integracji Bałkanów Zachodnich z Unią Europejską.

Wobec agresji rosyjskiej na Ukrainę Słowacja udzieliła Kijowowi pomocy humanitarnej oraz dostarczyła uzbrojenie (w tym myśliwce MiG-29 i systemy obrony powietrznej S-300).
Po powrocie do władzy przez premiera Roberta Ficę w 2023 roku obserwuje się częściowe odejście od euroatlantyckiego kursu polityki zagranicznej na rzecz zbliżenia z Rosją. Jednocześnie władze oficjalnie podkreślają niepodważalność członkostwa w UE i NATO.